# Graciela Araujo
Graciela Araujo (La Plata, 24 de septiembre de 1930-Buenos Aires, 3 de mayo de 2019) fue una actriz argentina de larga trayectoria artística.

## Biografía
Iniciada en la radio durante los años 1950, fue llevada a televisión por Alberto Migré. Durante años, fue parte del elenco estable del Teatro General San Martín, donde interpretó una multiplicidad de obras clásicas tales como La Celestina. En cuanto al cine, participó en dos filmes: Yo, la peor de todas (1990) y Un muro de silencio (1993). Además de doblar la voz de Nuria Torray en Dar la cara, intervino en ciclos televisivos reconocidos como Su comedia favorita (1965) y Como vos y yo (1998).
Junto José María Langlais protagonizó Esa dicha que perdimos, radioteatro de Alberto Migré. También hizo dupla con Jorge Martínez Conti.
Falleció el 3 de mayo de 2019 a los 88 años tras complicaciones naturales de su salud. Sus restos fueron cremados en el Cementerio de la Chacarita.

## Galardones
En 2013, recibió el Premio Florencio Sánchez a la Trayectoria.

## Filmografía
- 1962: Teleteatro Odol (TV Series 1962, 1 episode)
- 1963: Teleteatro Palmolive-Colgate del aire (TV Series, 1 episode)
- 1966: Carola y Carolina (TV Series 1966, 3 episodes)
- 1965-1970: Su comedia favorita (TV Series,  3 episodes)
- 1970: Gran teatro universal (TV Series, 1 episode)
- 1970: El teleteatro de Alberto Migré (TV Series)
- 1964-1971: Teleteatro Palmolive del aire (TV Series, 2 episodes)
- 1971: Teleteatro Palmolive del aire (TV Series 1971, 1 episode)
- 1973: Platea 7 (TV Series 1973, 1 episode)
- 1973: Cacho de la esquina (TV Series 1973, 19 episodes)
- 1974: El teatro de Jorge Salcedo (TV Series, 3 episodes)
- 1979-1981: Los especiales de ATC (TV Series, 2 episodes)
- 1981: El mundo del espectáculo (TV Series, 1 episode)
- 1990: I, the Worst of All
- 1990: Yo, la peor de todas
- 1992:  Soy Gina (TV Series, 19 episodes)
- 1992: Luces y sombras (TV Series, 19 episodes)
- 1992: Amores (TV Series 1992, 1 episode)
- 1993: A Wall of Silence
- 1993: Un muro de silencio
- 1971-1995: Alta comedia(TV Series, 6 episodes)
- 1996: Cartoon Family (TV Series)
- 1998: Como vos & yo (TV Series 1998, 99 episodes)
- 2012: El Tabarís, lleno de estrellas (TV Movie)

## Televisión
- 2002: De cuerpo y alma
- 1996: "Mi familia es un dibujo"
- 1995: "Amigovios"
- 1991: "¡Grande, pá!"
- 1990: Luces y Sombras
- 1981: Espacio Abierto
- 1981: Hamlet, con Alfredo Alcón
- 1981: Nuestros hijos, junto a Oscar Martínez, María Luisa Robledo, Tina Serrano y Osvaldo Terranova.
- 1970: Gran Teatro Universal, junto a Sergio Renán.
- 1970: El hombre que me negaron, con Nora Cárpena y Alberto Martín.
- 1969: Su comedia favorita, con Guillermo Brédeston.
- 1968: La pulpera de Santa Lucía, protagonizada por María Aurelia Bisutti y Raúl Aubel.
- 1965: Un poco de buen amor, junto a Guillermo Bredeston.
- 1963: Teatro Palmolive del Aire, ep. Casi un milagro de amor, junto a Emilio Alfaro.

## Radioteatro
- Esa dicha que perdimos

Graciela Araujo comenzó su trabajo en Radio El MUNDO en 1950. Formaba parte del elenco estable de la emisora y comenzó siendo dirigida por Armando Discépolo y luego por José Trescenza. A fines de los años 50 Alberto Migré decidió continuar en Excelsior pero llamó a Araujo que formó un triángulo con Atilio Marinelli y Blanca Lagrota. Luego pasaron a Radio El Mundo.
Al propio tiempo, Araujo, al igual que Lagrota, lograba sus primera y exitosas incursiones teatrales. En varias oportunidades, se mostró muy agradecida a la radio y a lo que había aprendido en ella para utilizar su voz.

## Teatro
- La Celestina.
- La casa de Bernarda Alba.
- Peer Gynt.
- Galileo Galilei.
- Fuego en el rastrojo.
- Las mujeres sabias.
- Agua, con Carla Crespo y Pilar Gamboa.
- Final de partida (2013), con Joaquín Furriel y Alfredo Alcón
- Estaba en mi casa y esperaba que llegara la lluvia (2010), con Marta Lubos y Valentina Bassi.
- Las presidentas (2002), con Thelma Biral y María Rosa Fugazot.
- El casamiento (1981), junto a Ulises Dumont, Juana Hidalgo y Aldo Braga.
- El vergonzoso en palacio (1967), dirigida por Mario Rolla, allí compartió elenco, entre otros, con Luis Brandoni, Héctor Pellegrini, Nené Malbrán y Thelma Biral.
- Las criadas (1950), de Jean Genet, en el Teatro Coliseo Podestá de La Plata.